# Makówka (województwo podlaskie)
Makówka (w miejsc. gwarze Mákoŭka) – wieś w Polsce położona w województwie podlaskim, w powiecie hajnowskim, w gminie Narew.
Wieś królewska w starostwie narewskim w ziemi bielskiej województwa podlaskiego w 1795 roku. W latach 1975–1998 miejscowość administracyjnie należała do województwa białostockiego.
Wieś w 2011 roku zamieszkiwało 119 osób.
Prawosławni mieszkańcy wsi należą do parafii Podwyższenia Krzyża Pańskiego w Narwi, a wierni kościoła rzymskokatolickiego do parafii Wniebowzięcia Najświętszej Maryi Panny i św. Stanisława Biskupa i Męczennika w Narwi.